# Per sempre Alfredo
Per sempre Alfredo és una cursa ciclista d'un dia que es disputa a la Toscana, Itàlia. Fou creada el 2021,. pel centenari del naixement d'Alfredo Martini, exentrenador de l'equip de nacional italià entre el 1975 i el 1997. La cursa forma part del circuit UCI Europa Tour amb una categoria 1.1. També forma part de la Copa Italiana de Ciclisme en carretera.

## Palmarès
| Any  | Vencedor         | Segon                | Tercer           |
| ---- | ---------------- | -------------------- | ---------------- |
| 2021 | Matteo Moschetti | Mikel Aristi Gardoki | Samuele Zambelli |
| 2022 | Marc Hirschi     | Dion Smith           | Rémy Mertz       |
| 2023 | Felix Engelhardt | Mark Stewart         | Anders Foldager  |